# Retortillo (Salamanca)
Retortillo es un municipio y localidad española de la provincia de Salamanca, en la comunidad autónoma de Castilla y León. Se integra dentro de la comarca de Ciudad Rodrigo y la subcomarca del Campo de Yeltes, que forma parte de la inmensa llanura del Campo Charro.
Su término municipal está formado por un solo núcleo de población además del balneario, ocupa una superficie total de 64,57 km² y según los datos demográficos recogidos en el padrón municipal elaborado por el INE en el año 2017, cuenta con una población de 204 habitantes.

## Geografía
La superficie del término municipal es de 64,57 km². La distancia con Salamanca capital es de 66 km.
Linda con Sancti-Spíritus y Martín de Yeltes por el sur, Boada por el este, Villares de Yeltes por el noreste, Villavieja de Yeltes al norte y Olmedo de Camaces (Hernandinos) por el oeste.
La altitud sobre el nivel del mar es de 768 metros.

## Historia

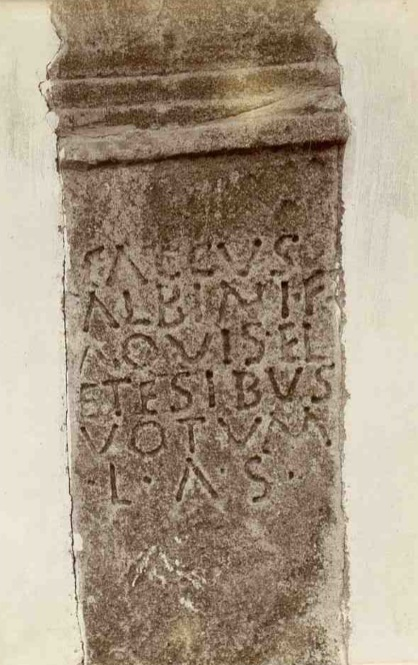
Estela votiva romana encontrada en los Baños de Retortillo.

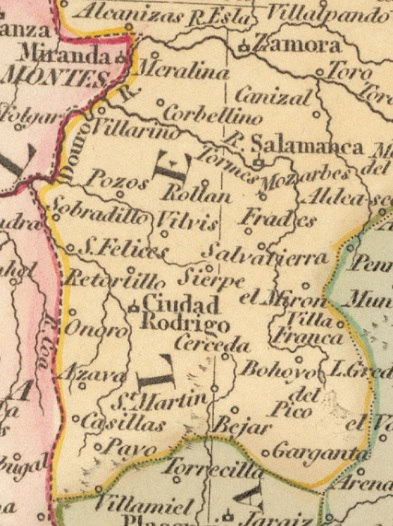
Detalle del mapa de 1808 en el que se puede apreciar Retortillo.

La fundación de Retortillo se remonta a la repoblación efectuada por los reyes de León en la Edad Media, quedando encuadrado en el Campo de Yeltes de la Diócesis de Ciudad Rodrigo tras la creación de la misma por parte del rey Fernando II de León en el siglo XII, teniendo en la Edad Media ya la actual denominación. Con la creación de las actuales provincias en 1833, Retortillo quedó encuadrado en la provincia de Salamanca, dentro de la Región Leonesa.

## Demografía
Retortillo cuenta con una población de 174 habitantes (INE 2024).
| Gráfica de evolución demográfica de Retortillo entre 1842 y 2021                                                    |
| |
| Población de derecho según los censos de población del INE Población de hecho según los censos de población del INE |

Según el Instituto Nacional de Estadística, Retortillo tenía, a 31 de diciembre de 2018, una población total de 198 habitantes, de los cuales 110 eran hombres y 88 mujeres. En el Balneario se censaban 3 de los 198. Respecto al año 2000, el censo refleja 241 habitantes, de los cuales 116 eran hombres y 125 mujeres. Por lo tanto, la pérdida de población en el municipio para el periodo 2000-2018 ha sido de 43 habitantes, un 18 % de descenso. En el Balneario se censaban 12 de los 241.

## Economía
La economía de Retortillo se basaba en cultivos como la vid o el trigo. Ahora la principal economía se basa en el ganado porcino y vacuno aunque también hay ovino. Todavía quedan rastros de bodegas y viñedos.

### Balneario
El balneario situado a 5 km del pueblo, atrae a numerosos visitantes.
Las aguas del balneario de Retortillo fueron declaradas de utilidad pública el 14 de julio de 1905. Están reconocidas como sulfurado-sódicas-sulfídricas hipertermales, con una temperatura constante de 48,5 °C. Nacen en el mismo lecho del río Yeltes. Son aguas artesianas, únicas en el mundo en cuanto a su cualidad salúbrica y de calor. El manantial es abundante y da lugar a 212 l por minuto. Huelen estas aguas Ácido sulfhídrico pero muy ligeramente por lo que se beben sin repugnancia y son cristalinas y transparentes.
No es fácil encontrar el sitio donde brotan las aguas ya que lo hacen en el mismo lecho del río y se confunden desde el primer momento con otras aguas que hacen allí remanso. A pesar de todo, los antiguos encontraron el manantial y lo utilizaban para remedio de sus enfermedades; realizaron algunas obras alrededor para separar las aguas medicinales de las del río. Estas obras eran de cantería. Cuando se curaba la gente, hacían una ofrenda a los dioses de conformidad con la riqueza y de acuerdo también con sus generosidad y avaricia.
En la actualidad el Balneario de Retortillo es uno de los más visitados de España

#### Controversia por el proyecto de mina de uranio
A pocos kilómetros del Balneario de Retortillo se ha proyectado por parte de la empresa minera de capital australiano Berkeley Energía la creación una mina de uranio a cielo abierto, que sería la más grande de Europa, en una zona que se encuentra protegida dentro de las redes ZEPA (Zona de Especial Protección para las Aves) y LIC (Lugar de Importancia Comunitaria), hecho que ha generado una notable controversia tanto dentro de la localidad como en toda la zona circundante. Finalmente el Gobierno de España denegó la autorización para explotar la mina tras el informe desfavorable del Consejo de Seguridad Nuclear (CSN).

## Símbolos

### Escudo
El escudo heráldico que representa al municipio fue aprobado con el siguiente blasón:

«Escudo partido. Primero sobre plata y en punta tres ondas de azur y surmontadas, también sobre plata, torre de gules clareada en plata. Segundo: Sobre sinople, honda de plata surmontada por un puente, de un solo ojo, de oro y manzonado»

Las tres ondas de azur representan el manantial termal de época romana, donde se encontró el ara dedicada a la AQVIS ELETESIBVS.[cita requerida]
La Torre de gules representa la casa-fuerte que autorizó construir Felipe II a D. Juan Solís al concederle el Señorío de Retortillo en 1561. En 1840 en la plaza quedaban vestigios de la mansión con cuyas piedras sillares se construyó el frontón y la torre del reloj.[cita requerida]
El Puente hace referencia al paso de un arco apoyado sobre dos enormes rocas del cauce del río Yeltes, considerado obra romana.[cita requerida]
La honda se trae como figura heráldica por constar en el recuerdo de las gentes haberse utilizado por los guerrilleros de la partida de D. Julián Sánchez "El Charro" durante los primeros tiempos de la Guerra de la Independencia y también por ser útil de los vaqueros junto con la garrocha para la guarda del toro bravo.[cita requerida]
Este proyecto fue realizado por D. Salvador Llopis Llopis.[cita requerida]

### Bandera
El ayuntamiento no ha adoptado aún una bandera para el municipio.

## Administración y política
| Partido político                         | 2023  | 2023  | 2023       | 2019  | 2019  | 2019       | 2015  | 2015  | 2015       | 2011  | 2011  | 2011       | 2007  | 2007  | 2007       | 2003  | 2003  | 2003       |
| Partido político                         | %     | Votos | Concejales | %     | Votos | Concejales | %     | Votos | Concejales | %     | Votos | Concejales | %     | Votos | Concejales | %     | Votos | Concejales |
| Partido Socialista Obrero Español (PSOE) | 48,09 | 63    | 4          | 25,85 | 38    | 1          | 47,47 | 75    | 3          | 36,69 | 62    | 1          | 59,28 | 115   | 5          | 64,14 | 127   | 5          |
| Vox                                      | 22,14 | 29    | 1          | —     | —     | —          | —     | —     | —          | —     | —     | —          | —     | —     | —          | —     | —     | —          |
| Partido Popular (PP)                     | 27,48 | 36    | 0          | 38,10 | 56    | 4          | 41,14 | 65    | 2          | 58,58 | 99    | 4          | 26,8  | 52    | 2          | 35,35 | 70    | 2          |
| Podemos-Equo                             | —     | —     | —          | 30,61 | 45    | 0          | 19,62 | 31    | 0          | —     | —     | —          | —     | —     | —          | —     | —     | —          |
| Izquierda Unida (IU)                     | —     | —     | —          | —     | —     | —          | —     | —     | —          | —     | —     | —          | 11,86 | 23    | 0          | —     | —     | —          |